# Акіл Якупі
Акіл Якупі (алб. Akil Jakupi; нар. 1 серпня 1982, Тирана, Албанія) — албанський футболіст та тренер, виступав на позиції захисника.

## Клубна кар'єра
Футбольну кар'єрау розпочав 2002 року в «Бюлісі». Наступного року перейшов до «Лачі». Потім грав за  «Аполонію», «Бесу», «Турбіну» та «Буррелі».
У 2008 році перейшов у «Теуту» (Дуррес). У сезоні 2010/11 років зіграв 29 матчів за «Бесу» (Кавая) в Суперлізі Албанії, також разом з командою виграв суперкубок Албанії 2010 року. Влітку 2011 року повернувся в «Теуту» У травні 2013 року підписав нову угоду з командою, яка повинна була діяти до завершення сезону 2013/14 років, проте в клубі залишився до завершення кар'єри в 2017 році. Також протягом вище вказаного періоду двічі відправлявся в оренду, до «Безелідьї» (2014—2015) та «Катсріоті» (2015—2016).
З 2019 року допомагає тренувати «Тирану».

## Кар'єра в збірній
У 1999 році провів 2 поєдинки у футболці юнацької збірної Албанії (U-16).

## Досягнення
«Беса» (Кавая)
- Суперкубок Албанії
  -  Володар (1): 2010